# 浜野征哉
浜野 征哉（はまの ゆきや、1972年9月28日 - ）は、神奈川県出身の元サッカー選手、サッカー指導者。選手時代のポジションはゴールキーパー（GK）。桐光学園卒。パリオリンピックを目指すU-21日本代表GKコーチ。

## 来歴
学生時代は桐光学園高校サッカー部第11期生として活躍した。当時、自分でメニューを考え練習した経験がコーチとして役に立っていると語る。
1991年に入団テストを経てヤマハ発動機サッカー部（現ジュビロ磐田）に入団するも、負傷を頻発させ手術を繰り返したこともあって出場機会には恵まれなかった。
1996年、全国地域リーグ決勝大会出場を控えたフランツ・ファン・バルコム監督率いるアルビレオ新潟FCへ移籍。翌年からは背番号1を付けてプレーし、小柄ながらガッツ溢れるプレーで古俣健次や杉山学と並び新潟の中心選手として活躍。クラブとして北信越リーグ2連覇、個人としてリーグMVPに輝く。また、冬に行われた2度目の全国地域リーグ決勝大会では1年前の予選リーグPK敗退を経験した事も有り、試合中腕を骨折しながらもピッチ外からチームメイトらを鼓舞し続け、JFL昇格に貢献。1998年限りで新潟を退団。
1999年に本田技研工業サッカー部に移籍し同年現役を引退。2001年まで同チームでGKコーチを務めた。この間にイングランド・アーセナルFCを訪れ、ボブ・ウィルソンGKコーチの指導法に大きな影響を受けた。
2002年にFC東京に加入。熱意のこもった指導でGK陣と堅い信頼を築き土肥洋一、権田修一を日本代表へ輩出した。2011年からはFC東京U-15深川・U-15むさしのGKコーチを務めた。同年JFA公認A級コーチジェネラル養成講習会を受講し、翌2012年にライセンス取得。
2011年より日本サッカー協会の下でのGKコーチを兼務し、2013年からは専属となった。2014年、JFA公認ゴールキーパーA級コーチライセンス取得。同年11月、リカルドの代役として日本代表GKコーチに就いた。2018 FIFAワールドカップ（ロシア）で日本代表GKコーチを務め、チームのベスト16に貢献した。
2019年より浦和レッズのGKコーチに就任し、2021年シーズン終了まで務めた後、2022年より再び日本サッカー協会のコーチに復帰、U-21日本代表のゴールキーパーコーチに就任した。
2025年より、FC町田ゼルビアのGKコーチに就任。

## 所属クラブ
- 1988年 - 1990年 桐光学園高等学校
- 1991年 - 1996年  ヤマハ発動機 / ジュビロ磐田
- 1996年 - 1998年  アルビレオ新潟FC / アルビレックス新潟
- 1999年  本田技研工業サッカー部

## 個人成績
| 国内大会個人成績 | 国内大会個人成績 | 国内大会個人成績 | 国内大会個人成績 | 国内大会個人成績 | 国内大会個人成績 | 国内大会個人成績   | 国内大会個人成績   | 国内大会個人成績 | 国内大会個人成績 | 国内大会個人成績 | 国内大会個人成績 |
| 年度             | クラブ           | 背番号           | リーグ           | リーグ戦         | リーグ戦         | リーグ杯           | リーグ杯           | オープン杯       | オープン杯       | 期間通算         | 期間通算         |
| 年度             | クラブ           | 背番号           | リーグ           | 出場             | 得点             | 出場               | 得点               | 出場             | 得点             | 出場             | 得点             |
| 日本             | 日本             | 日本             | 日本             | リーグ戦         | リーグ戦         | JSL杯 / ナビスコ杯 | JSL杯 / ナビスコ杯 | 天皇杯           | 天皇杯           | 期間通算         | 期間通算         |
| ---------------- | ---------------- | ---------------- | ---------------- | ---------------- | ---------------- | ------------------ | ------------------ | ---------------- | ---------------- | ---------------- | ---------------- |
| 1991-92          | ヤマハ           | 25               | JSL1部           |                  |                  |                    |                    |                  |                  |                  |                  |
| 1992             | ヤマハ           |                  | 旧JFL            |                  |                  | -                  | -                  |                  |                  |                  |                  |
| 1993             | ヤマハ           |                  | 旧JFL            |                  |                  | -                  | -                  |                  |                  |                  |                  |
| 1994             | 磐田             | -                | J                | 0                | 0                | 0                  | 0                  |                  |                  |                  |                  |
| 1995             | 磐田             | -                | J                | 0                | 0                | -                  | -                  |                  |                  |                  |                  |
| 1996             | 磐田             | -                | J                | 0                | 0                | 0                  | 0                  | -                | -                | 0                | 0                |
| 1996             | 新潟             | 25               | 北信越           |                  |                  | -                  | -                  |                  |                  |                  |                  |
| 1997             | 新潟             | 1                | 北信越           |                  |                  | -                  | -                  |                  |                  |                  |                  |
| 1998             | 新潟             | 1                | 旧JFL            |                  |                  | -                  | -                  |                  |                  |                  |                  |
| 1999             | 本田             | 1                | JFL              |                  |                  | -                  | -                  |                  |                  |                  |                  |
| 通算             | 日本             | 日本             | JSL1部           |                  |                  |                    |                    |                  |                  |                  |                  |
| 通算             | 日本             | 日本             | J1               | 0                | 0                | 0                  | 0                  |                  |                  |                  |                  |
| 通算             | 日本             | 日本             | 旧JFL            |                  |                  |                    |                    |                  |                  |                  |                  |
| 通算             | 日本             | 日本             | JFL              |                  |                  | -                  | -                  |                  |                  |                  |                  |
| 通算             | 日本             | 日本             | 北信越           |                  |                  | -                  | -                  |                  |                  |                  |                  |
| 総通算           |                  |                  |                  |                  |                  |                    |                    |                  |                  |                  |                  |

## 個人タイトル
- 北信越フットボールリーグ MVP （1997年）

## 指導歴
- 2000年 - 2001年 本田技研工業サッカー部 GKコーチ
- 2002年 - 2012年 FC東京
  - 2002年 - 2010年 トップチーム GKコーチ
  - 2011年 - 2012年 U-15深川・U-15むさし GKコーチ
- 2011年 - 2018年 日本サッカー協会：ナショナルコーチングスタッフ (2012年までは出向)
  - 2011年 JFA地域ユースダイレクター関東 GK担当[12]
  - 2012年 - 2013年 U-19/20日本代表 GKコーチ[13][14]
  - 2013年 - 2014年 U-18/19日本代表 GKコーチ[15][16]
  - 2014年 - JFAインストラクター[17]
  - 2014年 - Jリーグ・アンダー22選抜 GKコーチ
  - 2014年 - 2018年 日本代表 GKコーチ[9] / アシスタントGKコーチ[18]
  - 2014年 U-17/18/19日本代表 GKコーチ[19][18]
- 2019年 - 2021年 浦和レッズ GKコーチ
- 2022年 - 2024年 日本サッカー協会 ナショナルコーチングスタッフ
  - 2022年 - 2024年 U-21/U-22/U-23日本代表 GKコーチ[10]
- 2025年 - FC町田ゼルビア GKコーチ